# Хидалго (округ, Нью-Мексико)
Хида́лго (англ. Hidalgo) — округ в штате Нью-Мексико, США. Административный центр округа — город Лордсберг. По данным переписи за 2010 год число жителей округа составляло 4302 человека.
Округ был назван в честь места подписи договора Гуадалупе-Идальго.

## Географическое положение
Расположен в юго-западной оконечности части штата на границе с Мексикой. По данным Бюро переписи населения США округ Хидалго имеет общую площадь в 8925 квадратных километра, из которых 8902 кв. километра занимает земля и 24 кв. километра — вода.

## Население
| Год переписи | Нас. |  | %±     |
| ------------ | ---- |  | ------ |
| 1920         | 4338 |  | —      |
| 1930         | 5023 |  | 15,8%  |
| 1940         | 4821 |  | −4%    |
| 1950         | 5095 |  | 5,7%   |
| 1960         | 4961 |  | −2,6%  |
| 1970         | 4734 |  | −4,6%  |
| 1980         | 6049 |  | 27,8%  |
| 1990         | 5958 |  | −1,5%  |
| 2000         | 5932 |  | −0,4%  |
| 2010         | 4894 |  | −17,5% |
| 4302         | 2016 |  | −58,8% |

В 2010 году на территории округа проживало 4894 человека (из них 50,2 % мужчин и 49,8 % женщин), насчитывалось 1936 домашних хозяйства и 1286 семей. Расовый состав: белые — 85,3 %, афроамериканцы — 0,6 %, коренные американцы — 0,8 % и представители двух и более рас — 1,8 %. 56,6 % населения были латиноамериканцами.
Население округа по возрастному диапазону по данным переписи 2010 года распределилось следующим образом: 25,8 % — жители младше 18 лет, 3,6 % — между 18 и 21 годами, 53,2 % — от 21 до 65 лет и 16,7 % — в возрасте 65 лет и старше. Средний возраст населения — 40,9 лет. На каждые 100 женщин в Хидалго приходилось 100,7 мужчин, при этом на 100 совершеннолетних женщин приходилось уже 99,6 мужчин сопоставимого возраста.
Из 1936 домашних хозяйств 66,4 % представляли собой семьи: 46,4 % совместно проживающих супружеских пар (17,4 % с детьми младше 18 лет); 14,2 % — женщины, проживающие без мужей и 5,8 % — мужчины, проживающие без жён. 33,6 % не имели семьи. В среднем домашнее хозяйство ведут 2,49 человека, а средний размер семьи — 3,09 человека. В одиночестве проживали 29,1 % населения, 11,7 % составляли одинокие пожилые люди (старше 65 лет).

## Экономика
В 2016 году из 3624 трудоспособных жителей старше 16 лет имел работу 1721 человек. В 2014 году медианный доход на семью оценивался в 41 176 $, на домашнее хозяйство — в 34 528 $. Доход на душу населения — 18 077 $. 20,2 % от всего числа семей в Хидалго и 24,3 % от всей численности населения находилось на момент переписи за чертой бедности.